# Pak Sŏng Ch’ŏl
Pak Sŏng Ch’ŏl (kor. 박성철, ur. 2 września 1913 w Gyeongju, zm. 28 października 2008 w Pjongjang) – północnokoreański polityk, w okresie od 19 kwietnia 1976 do 16 grudnia 1977 premier.